# Tragulichthys jaculiferus
Tragulichthys jaculiferus är en fiskart som först beskrevs av Cuvier 1818.  Tragulichthys jaculiferus ingår i släktet Tragulichthys och familjen piggsvinsfiskar. Inga underarter finns listade i Catalogue of Life.